# Pelikan
Pelikan is een Zwitserse onderneming die schrijfgerei en ander kantoormateriaal maakt. Het bedrijf is van oorsprong Duits en werd opgericht in Hannover in 1832. Pelikan AG is nu een dochteronderneming van het Zwitserse bedrijf Pelikan International.
De geschiedenis van Pelikan begon met het model 100 en de gewijzigde 100N vulpennen (later uitgebracht als 'Sovereign'), die de unieke stijl van het bedrijf representeren.
Pelikan valt op door weinig innovatie bij de productie van de pennen en het behouden van oude productiemethoden en sinds de oprichting van het bedrijf. Zo vervaardigt Pelikan nog veel pennen van celluloseacetaat in plaats van de met moderne kunststoffen zoals die gebruikt worden door andere grote pennenfabrikanten.
Pelikan maakt ook pennen en vulpennen voor scholieren, waaronder de "Pelikano" en "Future". Het Griffix 'leren schrijven' systeem werd uitgebracht in 2009 en begint bij een waskrijt tot een vulpen met zowel rechts- als linkshandige grip profielen.
Pelikan produceert ook diverse soorten inkt voor gebruik in vulpennen en dip-pennen.
In 2009 kocht Pelikan zijn rivaal Herlitz.

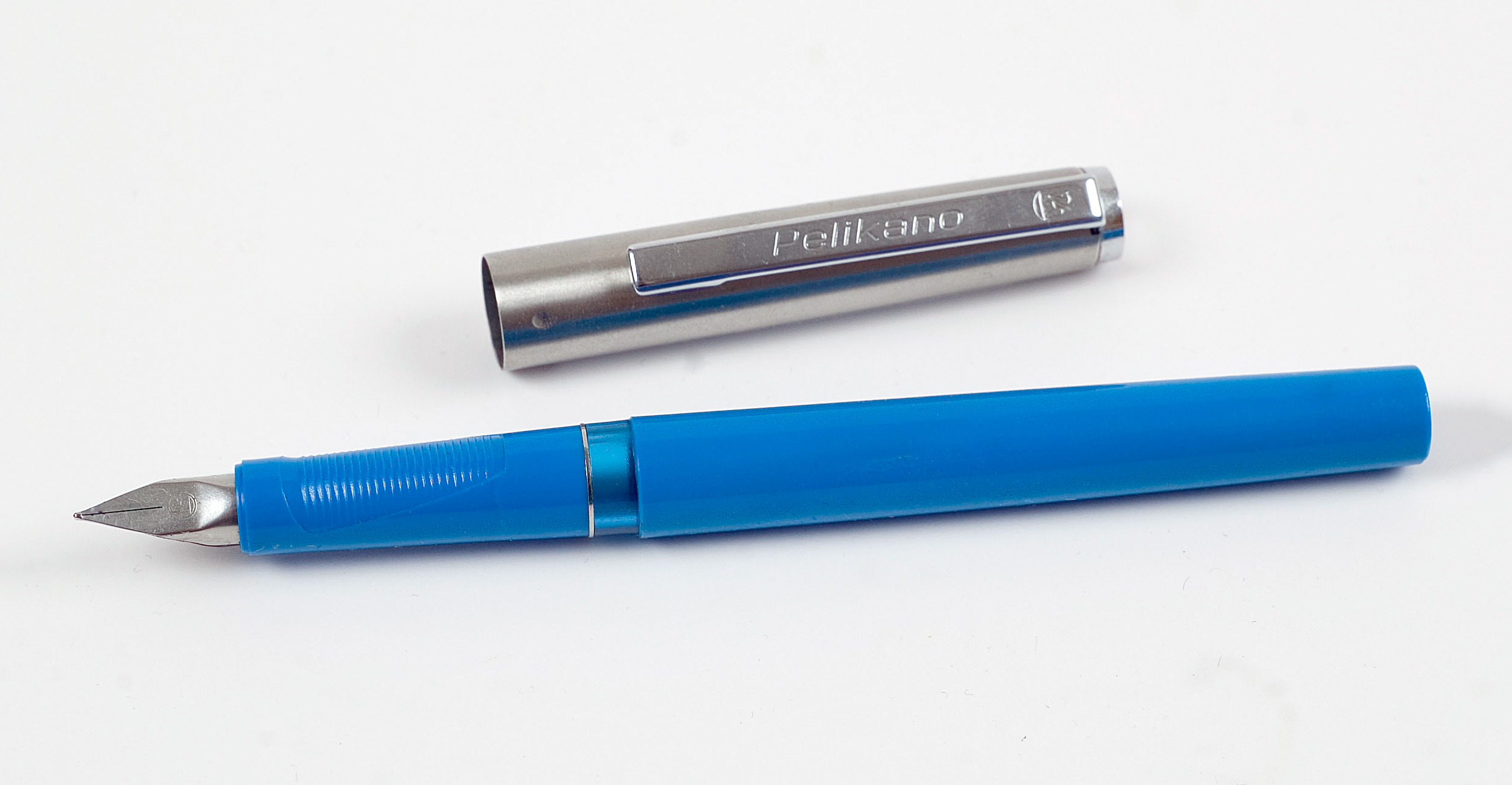
Pelikano, circa 1983